# Chartreuse de Perth
La chartreuse de Perth connue en latin sous le nom de Domus Vallis Virtutis (« Maison du Val-de-Vertu »), était un monastère chartreux basé à Perth, en Écosse. C'était la seule chartreuse jamais établie dans le royaume d'Écosse, et l'une des dernières maisons non mendiantes à avoir été fondée dans le royaume. La date de fondation traditionnelle de la chartreuse est 1429. La suppression officielle a eu lieu en 1569, mais elle n'a été réalisée qu'en 1602.

## Ordre des Chartreux
L'ordre des Chartreux trouve son origine au XIe siècle à La Grande Chartreuse dans les Alpes ; Les maisons chartreuses sont petites et limitées en nombre. Portant la devise «Jamais réformé car jamais déformé», les Chartreux sont les plus ascètes et les plus austères de tous les ordres monastiques européens, et l'Ordre est considéré comme le summum de la dévotion religieuse à laquelle les moines d'autres ordres sont attirés lorsqu'ils en ont besoin. de plus grands défis spirituels. Dans la première moitié du XVe siècle, l'Ordre connaît un renouveau du patronage laïque, y compris une tentative de fondation par Archibald Douglas, 4e comte de Douglas en 1419.

## Fondation
La date de fondation traditionnelle de la maison est 1429 mais, c'est trois ans plus tôt, le 19 août 1426, que le prieur de la Grande Chartreuse, ayant reçu l'accord du chapitre général, autorise la fondation d'une maison à Perth. Le roi Jacques Ier d'Écosse utilise une grande partie de ses propres revenus ainsi qu'une partie de la rançon due à la couronne anglaise, pour commencer les travaux de la nouvelle maison, ainsi que pour faire pression sur d'autres pour qu'ils accordent des subventions ; le moine cistercien John of Bute est chargé de superviser la construction du prieuré. Le prieuré a peut-être été conçu comme un mausolée royal, et le roi Jacques Ier, son épouse la reine Jeanne Beaufort (c.1404-1445) et la reine Marguerite Tudor (1489-1541), veuve de Jacques IV, y sont enterrés. Le premier prieur de Perth, Oswald de Corda, entre en fonction le 31 mars 1429. Oswald était un bavarois qui a été vicaire de la Grande Chartreuse, où il a écrit un traité sur la modification textuelle.

## Patrimoine
Le monastère a été fondé à l'instigation du roi Jacques, qui, le 31 mars 1429, accorda à la maison proposée une série de privilèges. L'abbaye de Coupar Angus et William Hay, 1st Earl of Erroll (en) ont donné, « par crainte», disait son petit-fils, l'église d'Errol à Gowrie dont l'abbé de Coupar Angus était le recteur et Hay le seigneur ; et  ensemble, ont essayé de récupérer leurs droits après la mort de Jacques Ier.Il y avait aussi des subventions des bourgeois de Perth, peut-être sous la même pression; En 1434, le prieuré contrôlait l'hôpital de Sainte-Marie-Madeleine et le couvent des Augustins de Saint-Léonard, près de Perth, qui fut supprimé et ses revenus transférés à la chartreuse. Le roi avait également l'intention de prendre Glen Dochart du comte d'Atholl et de le donner à la maison.

## Développement
La maison modèle de l'ordre des Chartreux était un prieur et douze frères, à l'instar de Jésus-Christ et de ses douze apôtres. Il est donc probable que la communauté de Perth était constituée comme cela; cependant, un document de 1478 montre que, à cette époque, elle était composée d'un prieur, de quatorze moines de chœur, deux frères laïcs et un novice. C'était probablement une exception, et en 1529, la maison était revenue à la taille standard. En 1558, il n'y avait plus que dix frères.
La maison étant le seul établissement chartreux d'Écosse, la place de Perth dans le système chartreux international était maladroite. Il faisait partie de la province chartreuse de Picardie ; entre 1456 et 1460, il faisait partie de la province anglaise, mais il a été placé dans la province de Genève par la suite.

## Réforme et dissolution

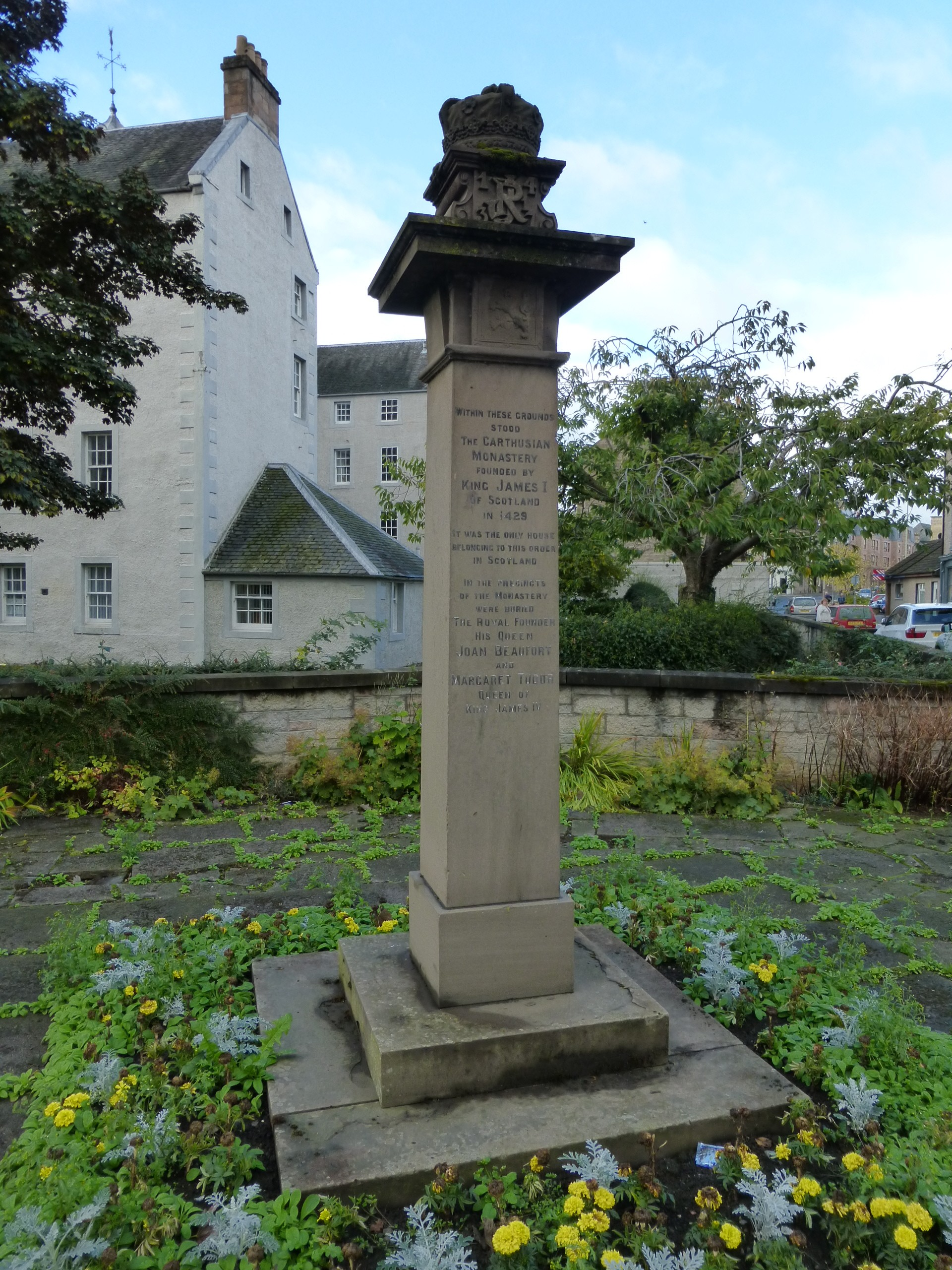
Un monument marque désormais l'emplacement de la chartreuse

Le 11 mai 1559, la chartreuse et les autres maisons religieuses de Perth sont attaquées et détruites par des réformateur protestants ; l'un des frères est tué, quatre autres fuient à l'étranger, tandis que six moines choisissent de rester ; deux d'entre eux, le prieur Adam Forman et un frère, fuient vers des maisons chartreuses étrangères en 1567. Parmi les quatre qui sont restés en 1567, l'un était Adam Stewart, fils illégitime du roi Jacques V, qui pendant quelque temps se fait appeler « prieur ». Le roi Jacques VI accorde les bâtiments et les jardins de la maison au burgh de Perth le 9 août 1569, bien que la maison reste théoriquement en activité, détenue par des commendator-priors jusqu'en 1602. La suppression définitive du monastère cette année-là est probablement liée à la réédition de la charte du roi Jacques VI en 1600.
Des bâtiments du prieuré, que l'on disait « être d'un prix et d'une grandeur merveilleux », il ne subsiste rien de visible.

## Prieurs
Voir Prior of Perth (en)
- 1429-1434 : Oswald de Corda (†1434), profès de la chartreuse de Nördlingen.

## Nécropole
- Jacques Ier d'Écosse (1394-1437)
- Jeanne Beaufort, reine d'Écosse (c.1404-1445)
- Marguerite Tudor, reine d'Écosse (1489-1541)